# Kovtunî, Horol
Kovtunî (în ucraineană Ковтуни) este un sat în comuna Ștompelivka din raionul Horol, regiunea Poltava, Ucraina.

## Demografie
Componența lingvistică a localității Kovtunî
     Ucraineană (95,92%)
     Rusă (4,08%)
Conform recensământului din 2001, majoritatea populației localității Kovtunî era vorbitoare de ucraineană (95,92%), existând în minoritate și vorbitori de rusă (4,08%).